# Брей, Анна Элиза
Анна Элиза Брей (англ. Anna Eliza Bray, урожденная Кемпе англ. Kempe; 1790—1883) — английская писательница.

## Биография
Анна Элиза Брей родилась 25 декабря 1790 года в Невингтоне (англ. Newington).
Выйдя замуж за живописца Чарльза Альфреда Стотарда (англ. Charles Alfred Stothard; 1786–1821), сына художника Томаса Стотарда, она вместе с ним в 1818 году объехала Нормандию, Бретань и соседние части Франции и описание этого путешествия напечатала в книге: «Letters written during a tour in Normandy, Brittany etc.» (Лондон, 1820 год), с рисунками её мужа. После его преждевременной смерти в результате падения с лестницы, она окончила начатое им сочинение: «Monumental effigies of Great Britain» и издала воспоминания о покойном, во многом благодаря помощи своего брата-антиквара Альфреда Джона Кемпе (англ. Alfred John Kempe; 1785—1846).
Вскоре после смерти мужа 29 июня 1821 года у неё родилась дочь, которая умерла в младенческом возрасте 2 февраля 1822 года.
Позднее она вступила во второй брак с пастором Эдвардом Аткинсом Брейем (англ. Edward Atkyns Bray; 1778—1857), тэвистокским викарием в Девоншире.
Изучение Уильяма Шекспира, Джефри Чосера и Вальтера Скотта побудило её к изучению средних веков, что и отразилось в изданных ею описаниях путешествий, особенно в книге: «Tour through the mountains and lakes of Switzerland» и в её многочисленных романах, чрезвычайно верно перерабатывающих исторические сюжеты, заимствованные по преимуществу из древнейшей истории Западной Англии. Среди этих романов, изданных в Лондоне, между 1826 и 1827 годом, были в частности: «De Foix», «The white hoods», «Trelawny of Trelawne», «The protestant», «Henry de Pomeroy, or the eve of St. John», «Warleigh, or the fatal oak», «Fitz of Fitz-Ford, a legend of Devon».
В своём следующем романе «The Talba of Portugal» мистрис Брей рассказывает историю Инесы де Кастро.
Согласно «ЭСБЕ», лучшее её сочинение: «Courtenay of Walreddon» (3 тома, Лондон, 1844 год). Полное собрание её исторических романов было издано в Лондоне под заглавием: «Novels and romances» (10 т., 1845—1846).
Одно из более поздних сочинений писательницы: «Trials of domestic life» (3 т., Лондон, 1848) изображает современный быт западных графств Англии. Сверх того, мистрис Брей издала превосходную, прекрасно иллюстрированную биографию своего тестя, живописца Томаса Стотгарда: «Life of Thomas Stotgard» (Лондон, 1851, 2 издание, Лондон, 1861); книжку для детей: «А peep at the Pixies» (Лондон, 1852) и тщательно составленное, хотя в целом и неудовлетворительное сочинение о Генделе («Handel, his life, personal and professional, with thoughts on sacred music», Лондон, 1857).
По смерти своего второго мужа она издала его поэтические опыты, с приложением его жизнеописания («Poetical remains», 2 тома, Лондон, 1859 год). Ещё позже, между 1870 и 1879 годами, были напечатаны: «The good St. Louis and his times», «The revolt of the protestants of the Cevennes», «Hartland forest, a legend of North Devon», «Joan of Arc and the times of Charles VII of France», «The borders of the Tamar and the Tavy», и «Silver linings, or light and spade».
Анна Элиза Брей умерла 21 января 1883 года в Лондоне.